# Peter Rock (scrittore)
Peter Rock (Salt Lake City, 1967) è uno scrittore statunitense.

## Biografia
Nato nel 1967 a Salt Lake City, ha frequentato il Deep Springs College e conseguito un B.A. nel 1991 all'Università Yale.
A partire dal suo esordio nel 1997 con il romanzo This is the Place, ha pubblicato (al 2022) altri 10 romanzi vincendo un Premio Alex nel 2010 con My Abandonment opera trasposta in pellicola cinematografica nel 2018.
Insegnante di scrittura creativa al Reed College di Portland, i suoi racconti sono apparsi in riviste e antologie e i suoi libri, ancora inediti in Italia, sono stati tradotti in varie lingue.

## Opere

### Romanzi
- This is the Place (1997)
- Carnival Wolves (1998)
- The Ambidextrist (2002)
- The Bewildered (2005)
- The Unsettling (2006)
- My Abandonment (2009)
- The Shelter Cycle (2013)
- Klickitat (2016)
- Spells (2017)
- The Night Swimmers (2019)
- Passersthrough (2022)

## Premi e riconoscimenti
- Premio Alex: 2010 vincitore con My Abandonment
- Guggenheim Fellowship: 2014[6]
- Premio PEN/Faulkner per la narrativa: 2020 finalista con The Night Swimmers

## Adattamenti cinematografici
- Senza lasciare traccia (Leave No Trace), regia di Debra Granik (2018) dal romanzo My Abandonment